# Master of Science
Master of Science (Latim: Magister Scientiae; abreviado como MSc, M.Sc., M.Sci, Sc.M., M.S., MS) é um termo em inglês referente ao grau de mestre de pós-graduação acadêmica, concedido por universidades em vários países. Em português, refere-se ao detentor deste grau como Mestre em Ciências ou simplesmente Mestre.
Este grau é normalmente outorgado para graduados em programas de pós graduação na modalidade mestrado Stricto Sensu em ciências, engenharias ou medicina, normalmente para programas que estão mais focados em assuntos de ciência e matemática. O Mestre em Ciências não deve ser confundido com Master of Business Administration (MBA), que é um curso de pós graduação de especialidade voltada à produção, nem com um Master of Arts (MA), que é um programa de pós-graduação dedicada a estudos nas áreas humanas, comunicação, geografia, ciências sociais, filosofia e disciplinas relacionadas, e nem com Mestre em Educação (ME), como o nome sugere, programa de pós graduação voltado à educação. Uma vez que, em última análise, ele depende do programa específico, é requerido uma tese (EUA, alguns países da Europa) ou uma dissertação (Brasil e alguns países da América do Sul) dos indivíduos que buscam o grau de Mestre em Ciências.
Na Argentina, Brasil, México, Colômbia e Uruguai, o Master of Science ou Magister é uma pós-graduação de dois a quatro anos de duração. A admissão no programa de mestrado (em Espanhol: Maestria; em Português: Mestrado) em uma universidade brasileira, argentina, colombiana ou uruguaia exige a realização completa de um curso de graduação na modalidade Bacharelado, Tecnólogo ou grau de Licenciatura de mesma duração.